# Fenestra anterorbital

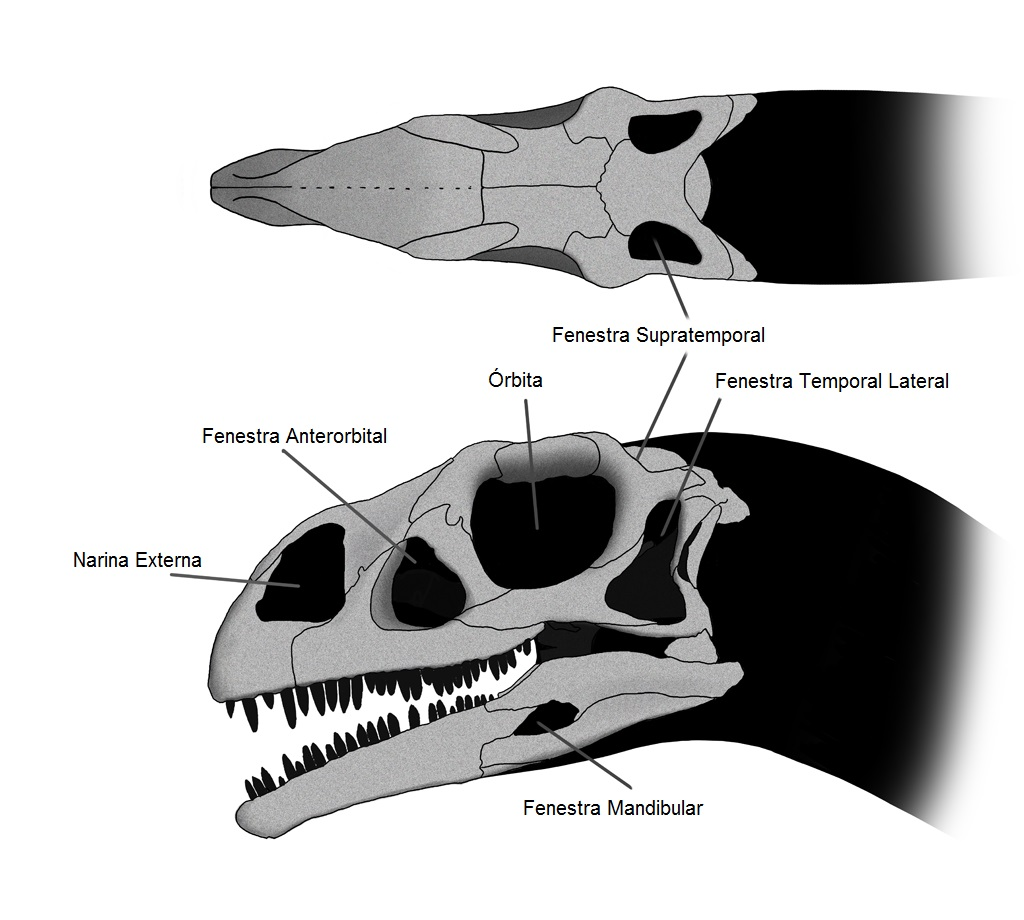
A fenestra anterorbital em relação às outras aberturas no dinossauro Massospondylus.

Fenestra anterorbital é uma abertura no crânio que está na frente da cavidade ocular. Essa característica craniana é largamente associada com arcossauros, aparecendo inicialmente no período Triássico. Em meio aos arcossauros existentes, Aves ainda possuem fenestras anterorbitais, enquanto crocodilianos as perderam. Acredita-se que a perda em crocodilianos esteja relacionada às necessidades estruturais em seus crânios para a força da mordida e comportamentos alimentares que eles utilizam. Em algumas espécies de arcossauros, a abertura está fechada, mas sua localização ainda está caracterizada por uma depressão, ou fossa, na superfície do crânio chamada fossa anterorbital.
A fenestra anterorbital abriga um dos seios paranasais que é confluente com a cápsula nasal adjacente. Embora crocodilianos tenham fechado sua fenestra anterorbital, eles ainda mantêm um seio anterorbital.
Em dinossauros terópodes, a fenestra anterorbital é a maior abertura no crânio. Sistematicamente, a presença da fenestra anterorbital é considerada uma sinapomorfia que une terópodes tetanúreos como um clado. Em contraste, a maioria dos dinossauros ornitísquios reduzem e até mesmo fecham sua fenestras anterorbitais tal como em hadrossauros e em dinossauros do gênero Protoceratops. Esse fechamento distingue Protoceratops de outros dinossauros ceratopsianos.